# 浮雕蜑螺
浮雕蜑螺（学名：Nerita exuvia），是原始腹足目蜑螺科蜑螺属的一种。主要分布于印度尼西亚、台湾，常栖息在潮间带。